# Omari Sterling-James
Omari Shaquil Jabari Sterling-James (ur. 15 września 1993 w Birmingham) – piłkarz z Saint Kitts i Nevis grający na pozycji pomocnika w klubie Ebbsfleet United F.C.

## Kariera reprezentacyjna
| Mecze i gole w reprezentacji | Mecze i gole w reprezentacji | Mecze i gole w reprezentacji | Mecze i gole w reprezentacji | Mecze i gole w reprezentacji | Mecze i gole w reprezentacji | Mecze i gole w reprezentacji | Mecze i gole w reprezentacji                 |
| Saint Kitts i Nevis          | Saint Kitts i Nevis          | Saint Kitts i Nevis          | Saint Kitts i Nevis          | Saint Kitts i Nevis          | Saint Kitts i Nevis          | Saint Kitts i Nevis          | Saint Kitts i Nevis                          |
| Lp.                          | Data                         | Miejsce                      | Gospodarz                    | Gość                         | Wynik                        | Gol                          | Rozgrywki                                    |
| ---------------------------- | ---------------------------- | ---------------------------- | ---------------------------- | ---------------------------- | ---------------------------- | ---------------------------- | -------------------------------------------- |
| 1.                           | 04.06.2017                   | Erywań                       | Armenia                      | Saint Kitts i Nevis          | 5:0                          |                              | Mecz towarzyski                              |
| 2.                           | 07.06.2017                   | Tbilisi                      | Gruzja                       | Saint Kitts i Nevis          | 3:0                          |                              | Mecz towarzyski                              |
| 3.                           | 10.09.2018                   | Basseterre                   | Saint Kitts i Nevis          | Portoryko                    | 1:0                          |                              | Liga Narodów CONCACAF 2019/2020 – eliminacje |
| 4.                           | 14.10.2018                   | The Valley                   | Saint-Martin                 | Saint Kitts i Nevis          | 0:10                         | Gol                          | Liga Narodów CONCACAF 2019/2020 – eliminacje |
| 5.                           | 19.11.2018                   | Basseterre                   | Saint Kitts i Nevis          | Kanada                       | 0:1                          |                              | Liga Narodów CONCACAF 2019/2020 – eliminacje |
| 6.                           | 23.03.2019                   | Paramaribo                   | Surinam                      | Saint Kitts i Nevis          | 2:0                          |                              | Liga Narodów CONCACAF 2019/2020 – eliminacje |
| 7.                           | 10.10.2019                   | Belmopan                     | Belize                       | Saint Kitts i Nevis          | 0:4                          | Gol                          | Liga Narodów CONCACAF 2019/2020              |
| 8.                           | 14.10.2019                   | Basseterre                   | Saint Kitts i Nevis          | Belize                       | 0:1                          |                              | Liga Narodów CONCACAF 2019/2020              |
| 9.                           | 24.03.2021                   | San Cristóbal                | Portoryko                    | Saint Kitts i Nevis          | 0:1                          |                              | Mistrzostwa Świata 2022 – eliminacje         |
| 10.                          | 28.03.2021                   | Nassau                       | Bahamy                       | Saint Kitts i Nevis          | 0:4                          | Gol                          | Mistrzostwa Świata 2022 – eliminacje         |
| 11.                          | 04.06.2021                   | Basseterre                   | Saint Kitts i Nevis          | Gujana                       | 3:0                          |                              | Mistrzostwa Świata 2022 – eliminacje         |
| 12.                          | 08.06.2021                   | Santo Domingo                | Trynidad i Tobago            | Saint Kitts i Nevis          | 2:0                          |                              | Mistrzostwa Świata 2022 – eliminacje         |
| 13.                          | 12.06.2021                   | Basseterre                   | Saint Kitts i Nevis          | Salwador                     | 0:4                          |                              | Mistrzostwa Świata 2022 – eliminacje         |